# Campelles (Vilafranca de Conflent)
Bell-lloc és un despoblat a 1.059,2 m d'altitud, de la comuna de Vilafranca de Conflent, a la comarca del Conflent, de la Catalunya del Nord. Havia estat una comuna independent que fou annexada a Vilafranca de Conflent entre 1790 i 1792.
Les seves restes estan situades a la zona nord de l'enclavament de Bell-lloc, al nord-oest del Fort Libèria i al sud-oest de Bell-lloc.
S'hi conserva, restaurada, l'antiga església de Sant Esteve de Campelles, romànica, que de vegades és anomenada, erròniament, Sant Esteve de Bell-lloc. Poble i església estan documentats des del segle X: eccl. in Campilias (906 i 968), villare Campeles (1059), eccl. S. Stephani de Campellis (1403). El segle X pertanyia a Santa Maria de Ripoll, i després passà a Sant Joan de les Abadesses. El segle x, Sant Miquel de Cuixà hi tenia nombrosos alous, i el 1217 fou donat, juntament amb Bell-lloc al priorat de Santa Maria de Cornellà de Conflent. Campelles pertanyia als senyors de Bell-lloc.